# Gare de Fudō-mae
La gare de Fudō-mae (不動前駅, Fudō-mae-eki) est une gare ferroviaire de la ville de Tokyo au Japon. La gare est gérée par la compagnie Tōkyū.

## Situation ferroviaire
La gare de Fudō-mae est située au point kilométrique (PK) 1,0 de la ligne Tōkyū Meguro.

## Histoire
La gare a été inaugurée le 11 mars 1923.

## Services aux voyageurs

### Accès et accueil
La gare dispose d'un bâtiment voyageurs, avec guichets, ouvert tous les jours.

### Desserte
Les trains express ne s'arrêtent pas à cette gare.
- Ligne Meguro :
  - voie 1 : direction Hiyoshi
  - voie 2 : direction Meguro (interconnexion avec la ligne Namboku pour Akabane-Iwabuchi ou avec la ligne Mita pour Nishi-Takashimadaira)